# Allophorocera rufipes
Allophorocera rufipes là một loài ruồi trong họ Tachinidae.